# STS-108

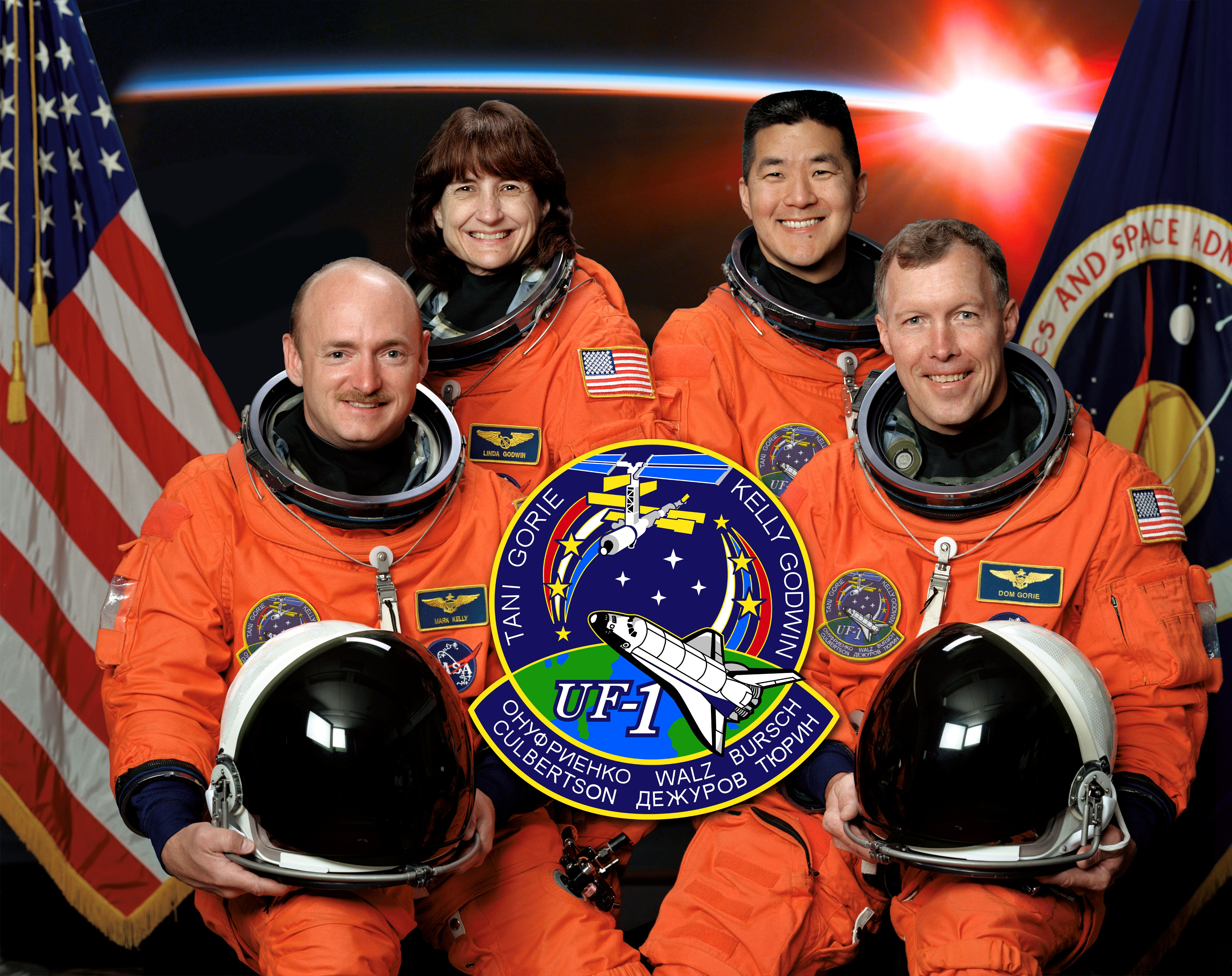
Екіпаж STS-108: (Зліва-направо): Келлі, Годвін, Тані, Горі

STS-108 — космічний політ БТКК «Індевор» за програмою «Космічний човник» (107-й політ програми), метою якого було продовження збірки Міжнародної космічної станції. Індевор стартував 5 грудня 2001 р. з Космічного центру Кеннеді в штаті Флорида. Основним завданням була зміна екіпажів довготривалої експедиції на Міжнародній космічній станції (МКС) і доставка витратних матеріалів.
У програмі розгортання МКС політ мав позначення STS-108 ISS-UF-01 (від англ. International Space Station Utilization Flight-1 — «експлуатаційний політ-1») — перший плановий політ з постачання МКС.

## Екіпаж
- (НАСА) Домінік Горі (3)[1] — командир
- (НАСА) Марк Келлі (1) — пілот
- (НАСА) Лінда Годвін (4) — фахівець польоту−1
- (НАСА) Деніел Тані (1) — фахівець польоту−2, бортінженер

### Політ до МКС
Доставлено на МКС екіпаж 4-ї довготривалої експедиції.
- (НАСА) Карл Волз (4) — фахівець польоту−3
- (Роскосмос) Юрій Онуфрієнко (2) — фахівець польоту−4
- (НАСА) Деніел Бурш (4) — фахівець польоту−5

### Повернення
Доставлено з МКС на Землю екіпаж 3-ї довготривалої експедиції.
- (НАСА) Френк Калбертсон (3) — фахівець польоту−3
- (Роскосмос) Володимир Дєжуров (2) — фахівець польоту-4
- (Роскосмос) Михайло Тюрін (1) — фахівець польоту−5

## Параметри польоту
- Маса апарата

При старті — 116609 кг, при посадці — 91016 кг
- Вантажопідйомність — 4082 кг
- Нахил орбіти — 51,6°
- Період обертання — 92,0 хв
- Перигей — 353 км
- Апогей — 377 км

## Виходи в космос
- 10 грудня з 17:52 до 22:04 (UTC) тривалістю 4 години 12 хвилин — космонавти Лінда Годвін  і Деніел Тані. Установка теплоізоляційного покриття на приводи сонячних батарей секції P6.

## Галерея

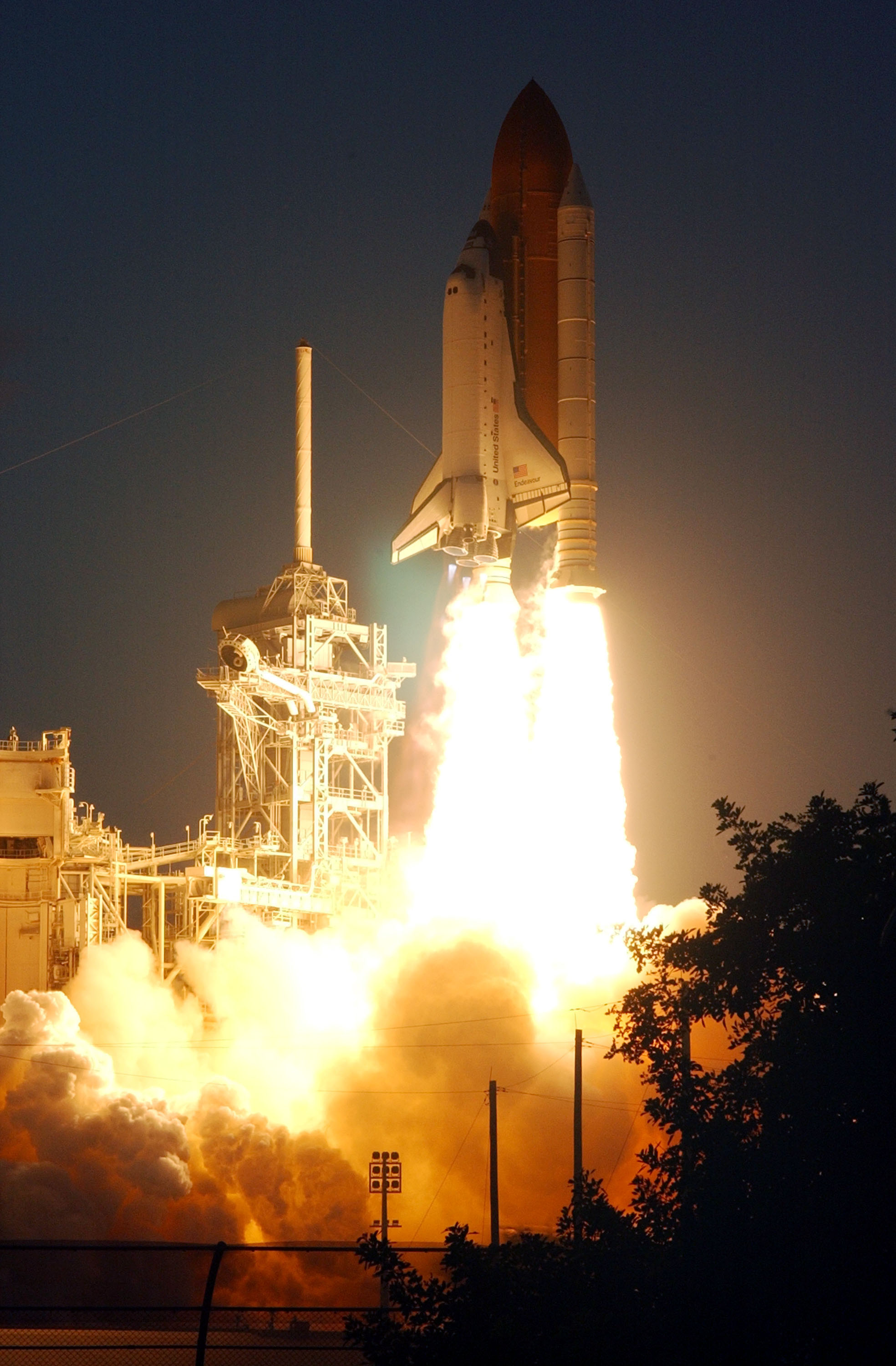
Індевор стартує з Космічного центру Кеннеді, 5 грудня 2001
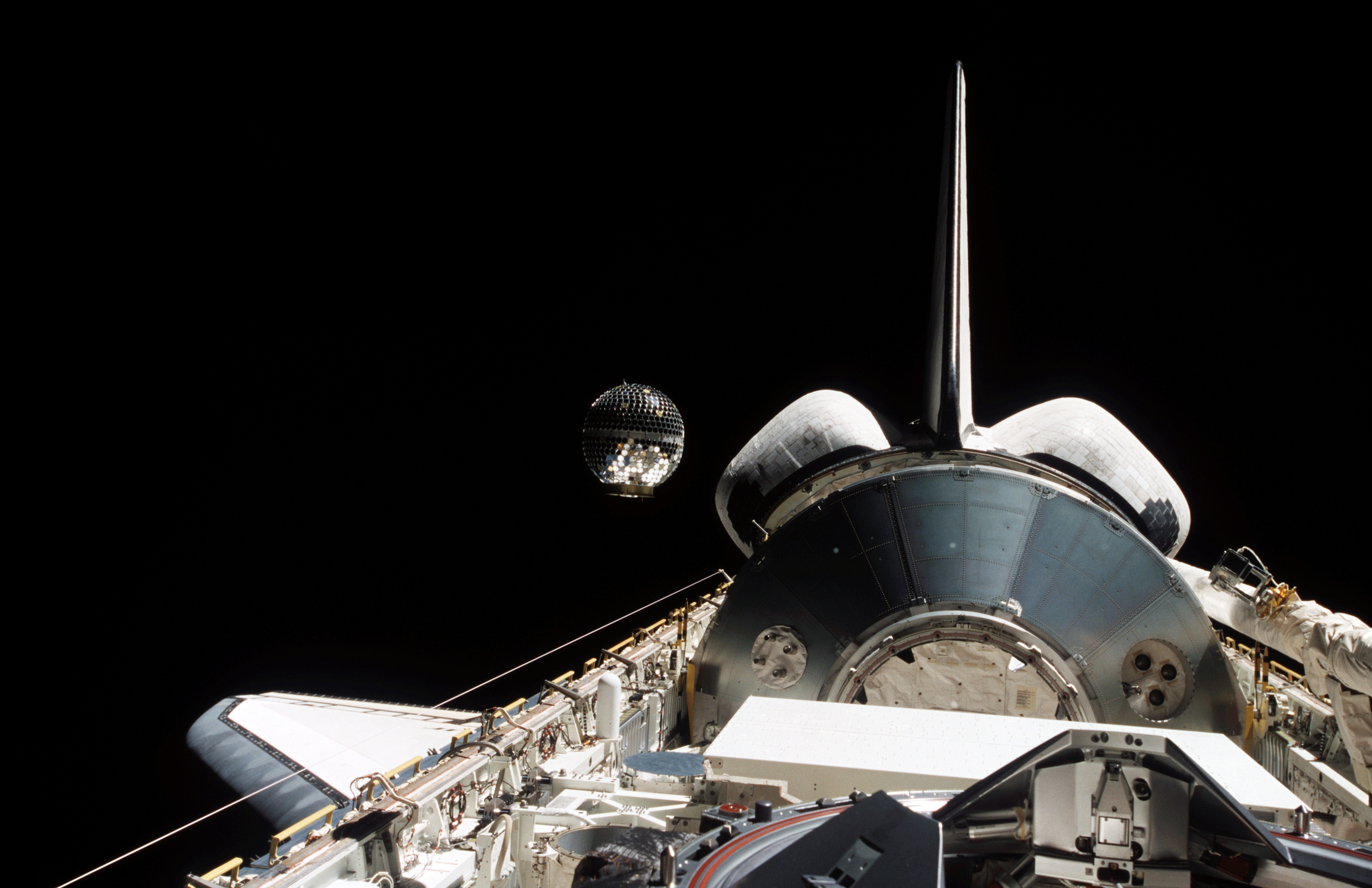
Виведення супутника «Старшайн-2»(англ. Starshine-2)
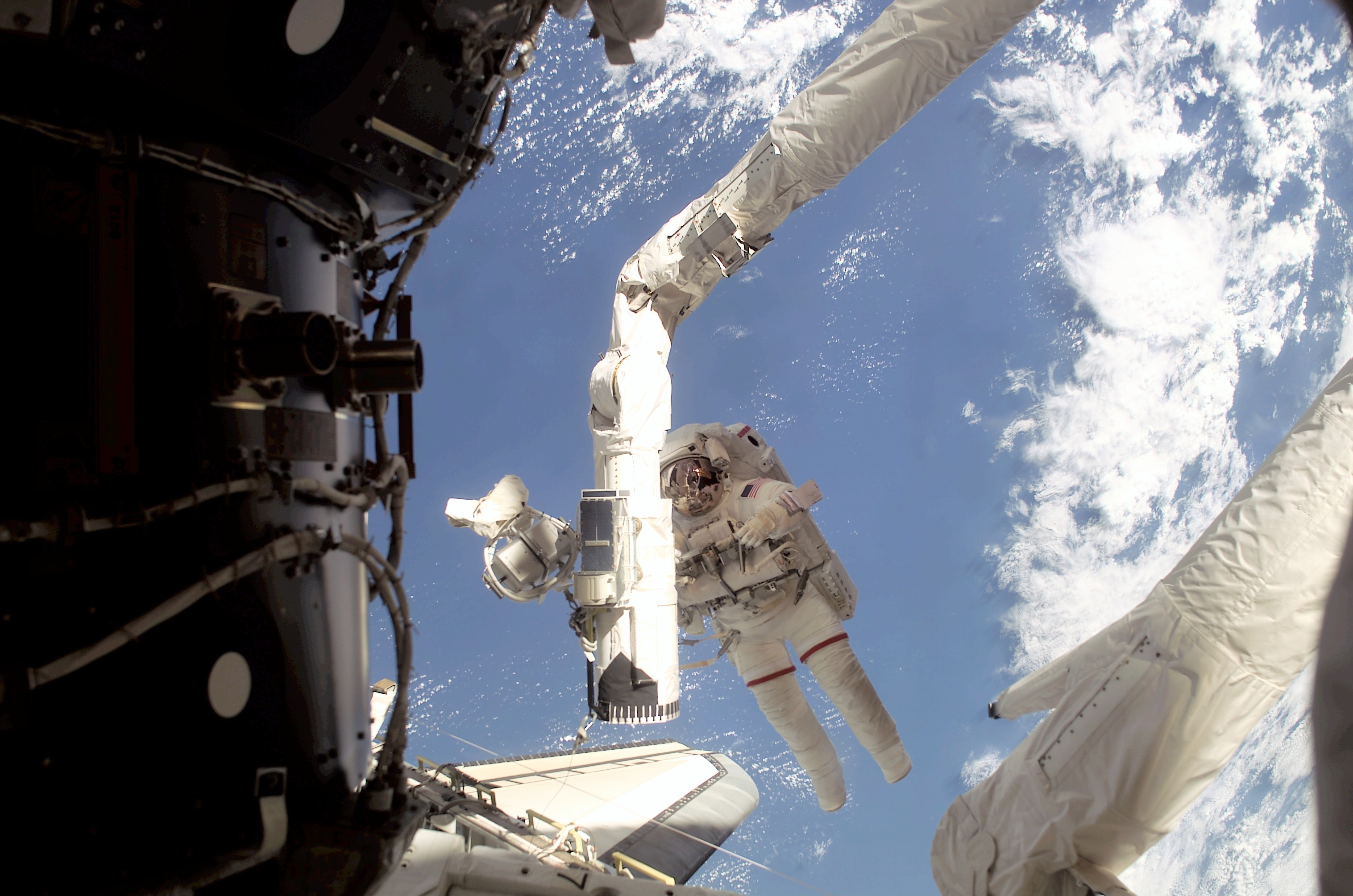
(10 грудня 2001) — Лінда Годвін, фахівець польоту, на віддаленому кінці маніпулятора Індевора під час чотиригодинної сесії позакорабельної діяльності (ПКД). Фото виконав Деніел Тані, фахівець польоту, що також здійснював вихід у відкритий космос[2].
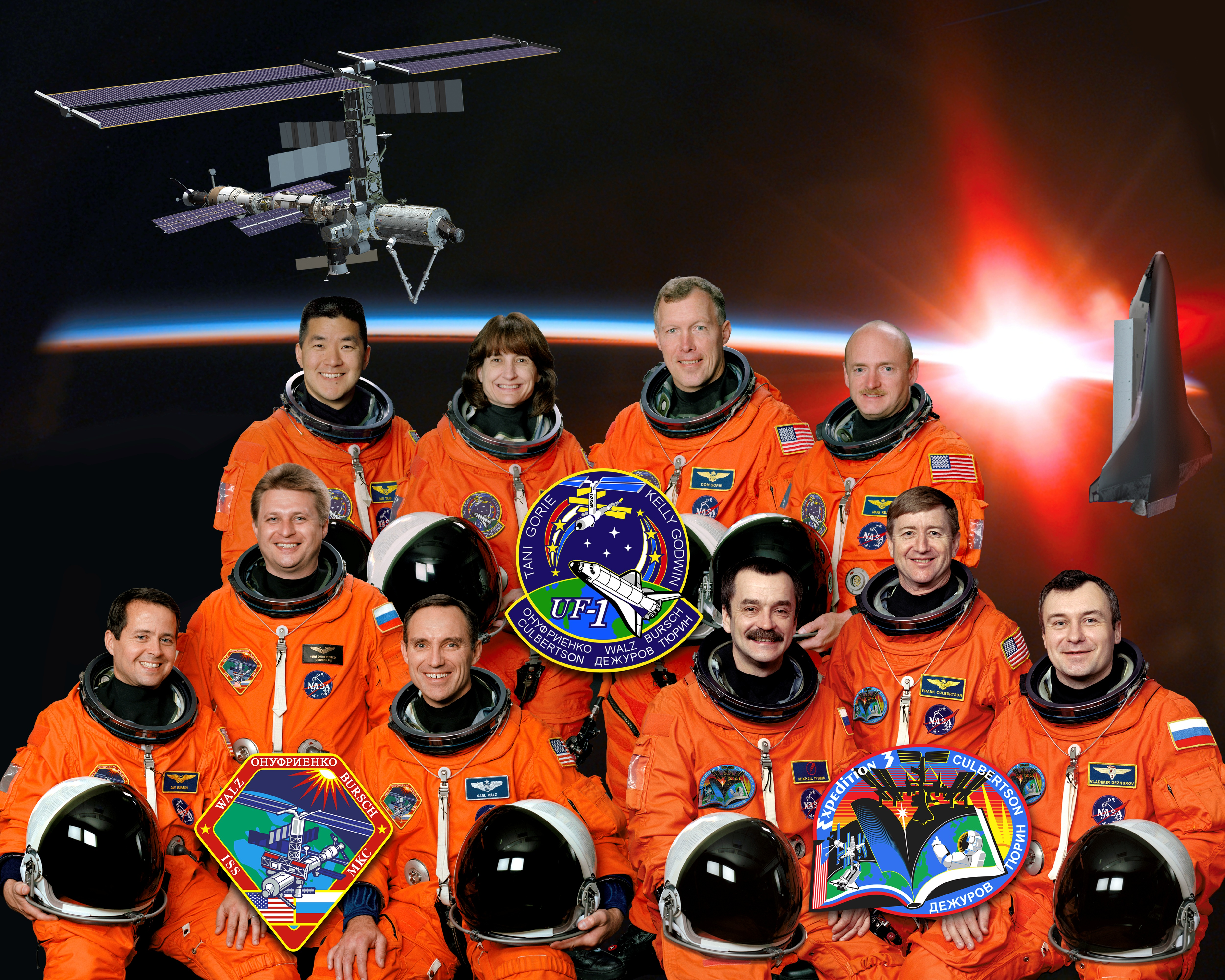
Екіпаж STS-108 і екіпажі МКС-3 і -4
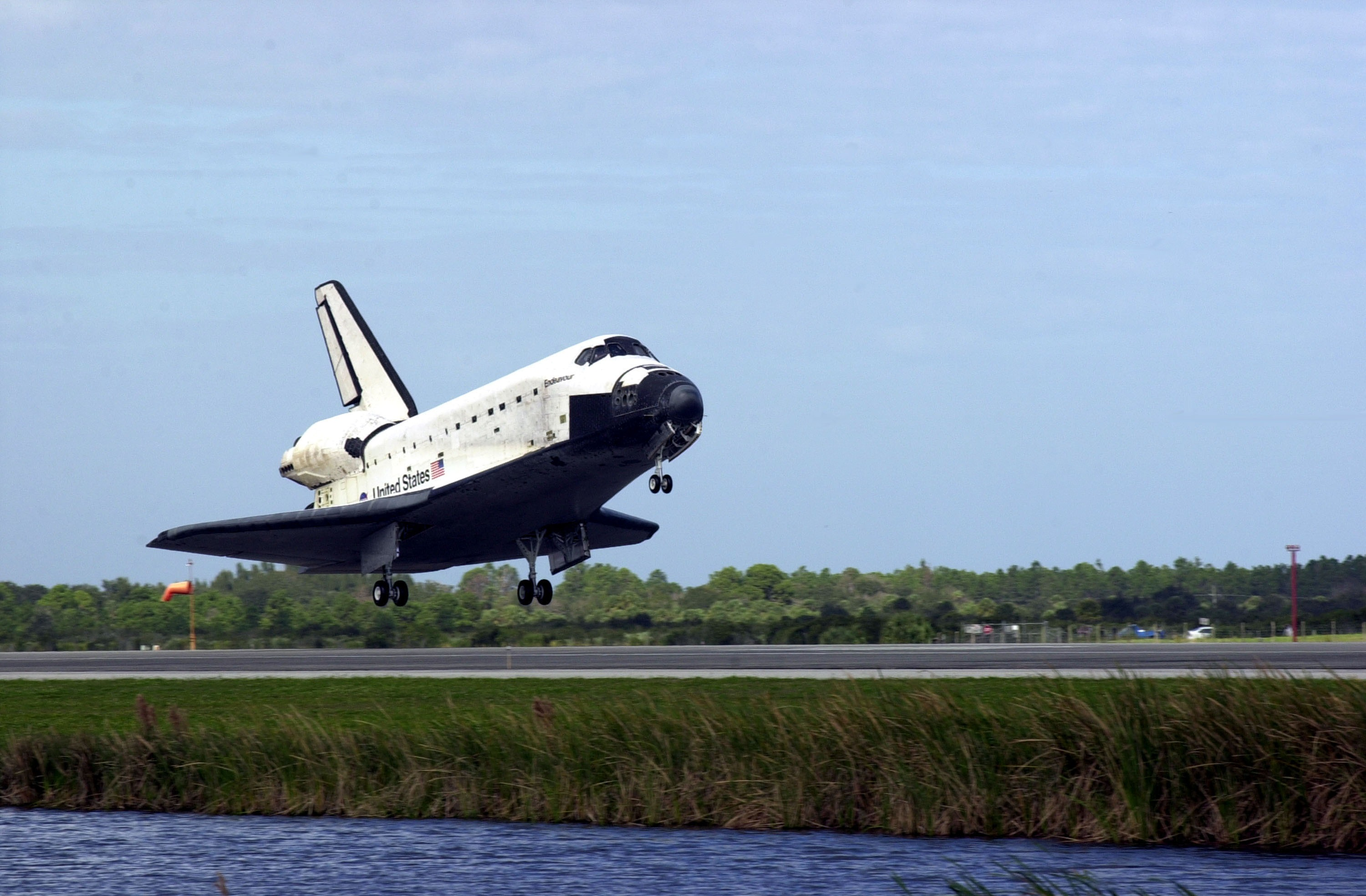
Посадка STS-108